# Deadly Speed – Todesrennen auf dem Highway
Deadly Speed – Todesrennen auf dem Highway (Runaway Car) ist ein amerikanischer Actionfilm von Jack Sholder, veröffentlicht im Jahr 1997.

## Handlung
Die Krankenschwester Jenny Todd hat Probleme auf der Arbeit. Nach dem Feierabend trifft sie im Parkhaus den Computerexperten Ed Lautner, dessen Auto kaputt ist. Todd nimmt ihn mit; später nimmt sie noch zwei andere Personen mit, darunter ihre kleine Nichte.
Auf dem Highway stellt Todd fest, dass das Gaspedal ihres Autos fest eingeklemmt ist. Die Versuche, den Motor abzuschalten, schlagen fehl. Man versucht, das Kind in ein Polizeiauto zu überreichen. Die Polizei unternimmt eine Rettungsaktion aus der Luft.
Das Auto nähert sich einer Klappbrücke, die eigentlich geöffnet werden soll, was ihre Operatorin Willie Mae jedoch angesichts der erwarteten Durchfahrt des Autos ablehnt. Das Auto fährt durch und am Ende geht der Treibstoff aus.

## Kritiken
- Prisma: Der Actionthriller breche „jede technische Logik (schon mal was von Motorbremse und Abwürgen gehört?)“, biete jedoch „dank einer deftigen Prise Selbstironie und guter Action-Szenen“ trotzdem „gute Unterhaltung“.[1]

## Trivia
Der Pilotfilm zur vierten Staffel der deutschen Actionserie Alarm für Cobra 11 – Die Autobahnpolizei ist eine fast exakte Kopie des Films Deadly Speed. Er trägt den Titel Höllenfahrt auf der A4 und entstand unter dem Regisseur Raoul W. Heimrich.